# Respirátor N95

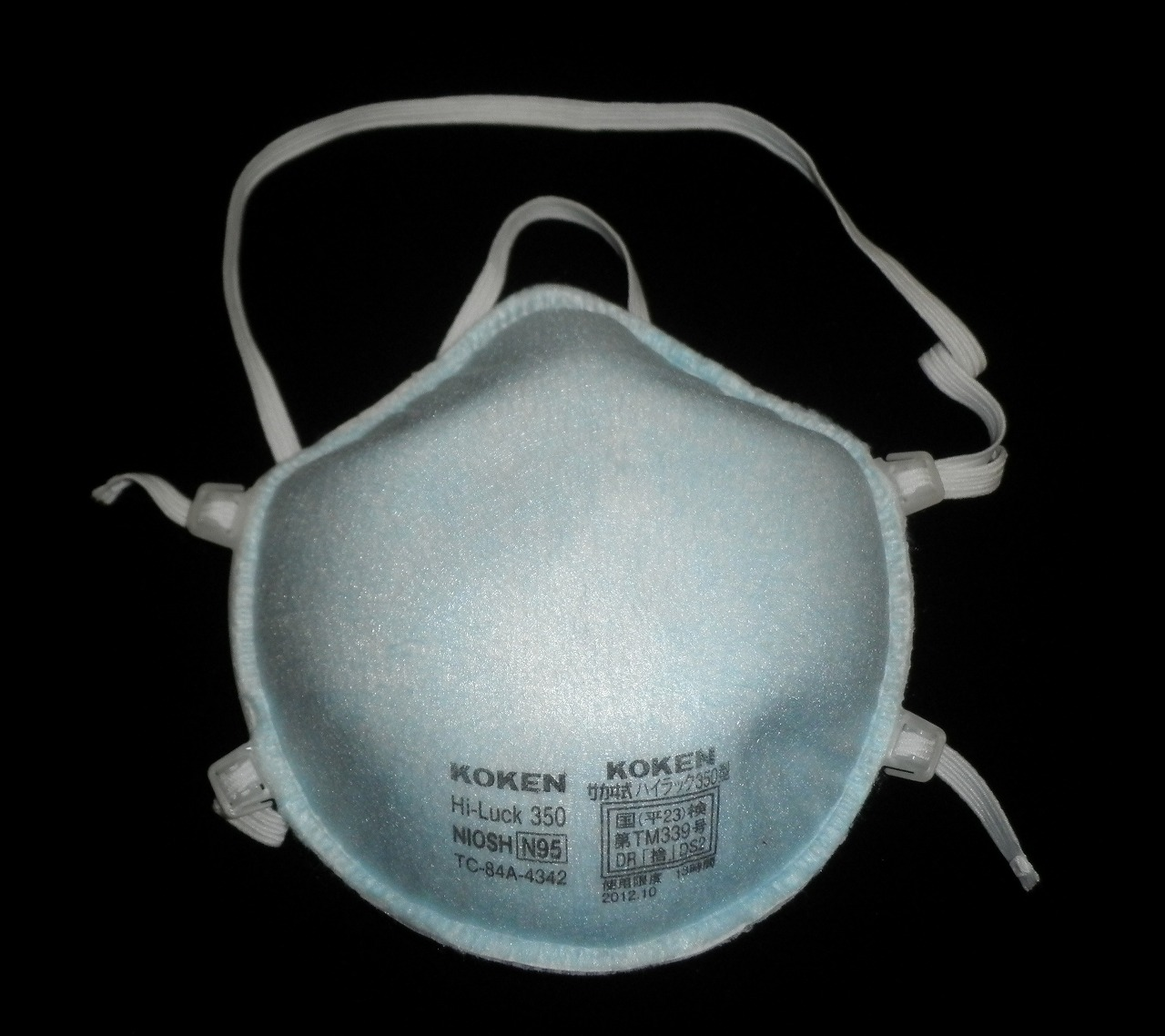
Respirátor typu N95

Respirátor N95 je respirátor s částicovým filtrem, který splňuje normu N95 NIOSH pro filtraci vzduchu. To znamená, že filtruje alespoň 95 % částic ve vzduchu větších 0,6 mikrometrů (dle informaci z veřejně dostupné zprávy BOZP s odkazem na normu EN 149), ale není odolný vůči oleji. Vyjma krizové situace (například pandemie) se jedná o běžný respirátor používaný v mnoha odvětvích průmyslu i zdravotnictví. Výrobní cena se odhaduje na méně něž 10 Kč. Tento druh respirátoru chrání před pevnými částicemi, ale nikoli před plyny a výpary.
Respirátory N95 jsou považovány za stejně funkční, jako jsou respirátory FFP2 Evropské unie a respirátory KN95 v Číně. K ověření jejich výkonu se však používají mírně odlišná kritéria, jako je účinnost filtru, testovací činidlo a průtok a přípustný pokles tlaku.
Filtr masky N95 vynalezl tchajwansko-americký vědec v oblasti materiálů Peter Tsai a jeho tým v roce 1992. Tato technologie získala americký patent v roce 1995. Respirátor N95 je tvořen jemnou sítí syntetických polymerních vláken vyrobených procesem zvaným foukání taveniny. Tento proces tvoří vnitřní vrstvu, která odfiltruje nebezpečné částice.
Ve Spojených státech vyžaduje úřad pro správu bezpečnosti a ochrany zdraví při práci (OSHA), aby zdravotničtí pracovníci, u nichž se očekává, že budou provádět pacientské činnosti s těmi podezřelými nebo potvrzenými, že jsou infikováni covidem-19, nosili ochranu dýchacích cest, jako je respirátor N95. Je důležité si uvědomit, že chirurgické roušky jsou odlišné od respirátorů a nejsou navrženy ani schváleny k tomu, aby poskytovaly ochranu proti částicím ve vzduchu, protože netvoří dostatečné utěsnění na obličeji nositele. Na chirurgické masky se nelze spolehnout při ochraně dýchacích cest. Vlhčí vzduch pod maskou či rouškou patrně napomáhá imunitnímu systému vyrovnat se s nemocí.
Kontrola utěsnění je kritickou činností pro zajištění ochrany dýchacích cest, kdykoli se mají používat těsně přiléhající respirátory. OSHA vyžaduje testovaní utěsnění respirátorů, aby se určil správný model, styl a velikost respirátorů pro každého pracovníka. Dále se vyžaduje každoroční testování přiléhání masek. Kromě toho se u respirátorů, které dobře přiléhají, včetně N95, vyžaduje kontrola těsnosti uživatele při každém nasazení. Špatný způsob nošení totiž snižuje ochranu na úroveň látkové roušky.

## Používání při akutním nedostatku respirátorů
Za vážných situací, kdy jsou velmi omezené zásoby respirátorů, se doporučuje použít i ne zcela padnoucí respirátor před chirurgickou rouškou, nebo žádnou maskou. V tomto případě osvědčené postupy zahrnují:
- vyzkoušení různých modelů nebo velikostí s cílem získat dobrou utěsnění s obličejem,
- kontrolu videozáznamů a literatury výrobců o správném nasazení,
- několikrát provést kontrolu utěsnění uživatelem a zkontrolovat usazení v zrcadle,
- nebo požádat kolegu, aby se ujistil, že se respirátor dotýká obličeje.[10]

V krizových situacích, kdy je nedostatek respirátorů N95, jako je například pandemie koronavirů 2019–2020, doporučila americká centra pro kontrolu a prevenci nemocí (CDC) následující strategie pro optimalizaci jejich použití ve zdravotnických zařízeních:
Respirátory N95 lze použít po uplynutí doby použitelnosti stanovené výrobcem, ačkoli součásti, jako jsou popruhy a materiál nosního můstku, mohou ztrácet svoje vlastnosti, což může ovlivnit kvalitu usazení a těsnění. Je zvlášť důležité, aby uživatel provedl kontrolu očekávaného utěsnění.
Lze také použít respirátory schválené podle norem používaných v jiných zemích, které jsou podobné respirátorům N95 schváleným NIOSH, včetně respirátorů FFP2 a FFP3 regulovaných Evropskou unií. Respirátory N95 lze po sejmutí používat opakovaně, pokud nebyly použity v prostoru s výskytem aerosolu a nejsou kontaminovány tělními tekutinami pacienta. Opakované používání po sejmutí zvyšuje riziko povrchové kontaminace patogeny. Výrobce respirátorů může doporučit maximální počet nasazení nebo použití; není-li k dispozici návod výrobce, předběžné údaje naznačují omezení na pět použití na respirátor v rozmezí 8 hodin, aby byla zajištěna přiměřená bezpečnostní rezerva.
Pokud již není možné, aby všichni zdravotničtí pracovníci nosili respirátory N95 při péči o pacienta s covidem-19, měly by být respirátory upřednostňovány pro pracovníky provádějící procedury generující aerosol u symptomatických osob a pro osoby ve vzdálenosti do 3 stop (0.9144 metru) od symptomatické osoby (jež nemá sama respirátor). Za těchto podmínek je pro snížení rizika přenosu zvláště důležité zakrývání symptomatických pacientů chirurgickou rouškou a udržování vzdálenosti od pacienta. Pokud již nejsou k dispozici žádné respirátory, pracovníci, kteří jsou více ohroženi závažným onemocněním, mohou být z péče o pacienty vyloučeni a pracovníci, kteří se klinicky zotavili z covidu-19, mohou být upřednostňováni při péči o pacienty.
Přenosné čističky vzduchu s HEPA filtry lze také použít ke zvýšení ventilace v izolačních místnostech, když se místo respirátorů používají chirurgické masky. Pokud nejsou k dispozici ani respirátory ani chirurgické masky, v krajním případě může být nutné, aby zdravotničtí pracovníci používali masky, které nikdy nebyly vyhodnoceny nebo schváleny NIOSH. Při zvažování této možnosti je třeba postupovat opatrně.
Vzhledem k tomu, že celková zásoba osobních ochranných prostředků (OOP) je během pandemie nedostatečná, Světová zdravotnická organizace doporučuje:
- minimalizovat spotřebu OOP prostřednictvím telemedicíny,
- fyzických překážek, jako jsou průhledná okna, umožňující pouze těm, kteří jsou v přímé péči, vstoupit do místnosti s pacienty s covidem-19
- používat pouze ty OOP nezbytné pro specifický úkol,
- pokračovat v používání stejného respirátoru, aniž by jej odstranil, pokud se stará o více pacientů se stejnou diagnózou,
- monitorovat a koordinovat dodavatelský řetězec OOP a
- odrazovat od používání asymptomatické jedince (kteří mají tendenci je skupovat do zásoby).[16]

Bylo vyvinuto úsilí o vyhodnocení metod čištění respirátorů v případě nouze, i když existuje obava, že by to mohlo zhoršit výkon filtru nebo ovlivnit přizpůsobení masky deformací masky. Vědci z Duke University zveřejnili metodu čištění respirátorů N95, aniž by je poškodili pomocí odpařeného peroxidu vodíku, což umožní opakované použití po omezenou dobu. Společnost Battelle obdržela od USA Food and Drug Administration povolení k nouzovému použití za účelem sterilizace masek N95. OSHA v současné době nemá žádné standardy pro dezinfekci masek N95. Společnost NIOSH doporučuje, aby v případě nedostatků byly respirátory N95 používány až pětkrát bez jejich čištění, pokud nebudou prováděny postupy generování aerosolu a respirátory nejsou kontaminovány tělními tekutinami pacienta. Kontaminace může být snížena nošením čistitelného obličejového štítu na respirátoru N95, jakož i použitím čistých rukavic při nasazení a kontrole těsnění použitého respirátoru N95 a okamžité likvidaci rukavic.

## Srovnání s chirurgickou rouškou
Chirurgická rouška je volně použitelné, jednorázové zařízení, které vytváří fyzickou bariéru mezi ústy a nosem nositele a potenciálními nečistotami v bezprostředním prostředí. Při správném nošení má chirurgická rouška pomoci blokovat kapičky, stříkance, spreje nebo postříkání velkými částicemi, které mohou obsahovat viry a bakterie. Chirurgické masky mohou také pomoci snížit expozici slin nositele a sekrece dýchacích cest směrem k ostatním jedincům.
Chirurgická rouška podle návrhu nefiltruje nebo neblokuje ve vzduchu velmi malé částice, které mohou být přenášeny kašlem, kýcháním nebo některými lékařskými postupy. Chirurgické masky také neposkytují úplnou ochranu před choroboplodnými zárodky a jinými kontaminanty z důvodu volného uložení mezi povrchem obličejové masky a obličeje. Účinnost filtrace chirurgické roušky se může pohybovat od méně než 10 % do téměř 90 % pro masky různých výrobců, pokud se měří pomocí testovacích parametrů pro certifikaci NIOSH. Studie však zjistila, že i u chirurgických masek s „dobrými“ filtry 80–100 % subjektů nevyhovělo kvalitativním testem přijatelným pro OSHA a kvantitativní test ukázal únik 12–25 %.
Americká centra pro kontrolu a prevenci nemocí (CDC) doporučují chirurgické roušky v postupech, při nichž může dojít ke generování aerosolu od nositele, pokud malé aerosoly mohou způsobit pacientovi nemoc. CDC doporučuje používat respirátory s certifikací alespoň N95 k ochraně uživatele před inhalací infekčních částic obsahujících Mycobacterium tuberculosis, ptačí chřipku, těžký akutní respirační syndrom (SARS), pandemickou chřipku a ebolu. Některé respirátory N95 byly také označeny US Food and Drug Administration jako chirurgické jsou označeny jako „Chirurgická N95“, ale zajišťují ochranu dýchacích cest pro uživatele stejně.

## Historie
Předchůdcem modelu N95 byl návrh doktora Lien-teh Wu, který pracoval na podzim roku 1910 na prvním empirickém testování ochrany uživatele před bakteriemi. Další respirátory byly opakovaně použitelné, ale objemné a nepohodlné. V 70. letech vytvořily Bureau of Mines and NIOSH standardy pro respirátory na jedno použití a první respirátor N95 byl vyvinut společností 3M a schválen v roce 1972 (na jedno použití; pouze pro prach).
V roce 1992 vynalezl tchajwanský Američan Peter Tsai a jeho tým filtr masky N95 na University of Tennessee. Nový materiál se skládá z kladných i záporných nábojů, které jsou schopné přilákat částice (například prach, bakterie a viry) a blokovat alespoň 95 procent z nich polarizací, než částice mohou projít maskou. Tato technologie byla patentována v USA v roce 1995 a brzy byla použita k výrobě masek N95. Přestože byly určeny pro průmyslové použití, byly v 90. letech stále častěji používány ve zdravotnických zařízeních. Mnoho amerických společností zastavilo v roce 2000 výrobu masek N95 kvůli nákladům na soudní spory a zahraniční konkurenci.

### 2020 pandemie koronavirů
Během pandemie koronavirů v letech 2019–2021 byly masky nedostatkovým zboží a byla po nich vysoká poptávka. Výroba masek N95 byla omezena z důvodu nedostatečných dodávek netkané polypropylenové textilie (která se používá jako primární filtr) a zastavení vývozu z Číny. Čína kontroluje 50 % celosvětové produkce masek a čelí své vlastní epidemii koronavirů. Věnovala veškerou svou produkci pro domácí potřebu a umožnila vývoz pouze prostřednictvím humanitární pomoci přidělené vládou.[zdroj?]